# Lijst van rijksmonumenten in Almkerk
De plaats Almkerk telt 26 inschrijvingen in het rijksmonumentenregister. Hieronder een overzicht.
| Object | Oorspronkelijke functie?  | Bouwjaar              | Architect | Locatie                 | Coördinaten?                  | Nr.?   | Afbeelding |
| --- | ------------------------- | --------------------- | --------- | ----------------------- | ----------------------------- | ------ | --- |
| Op verhoging gelegen boerderij met dwarsdeel, onder met riet gedekt wolfsdak                                                                                                   | Boerderij                 | 19e eeuw              |           | Almweg 7                | 51° 46' 52" NB, 4° 59' 33" OL | 334638 | Meer afbeeldingen                                                                                              |
| Boerderij gelegen op een vliedberg | Boerderij                 | 18e-19e eeuw          |           | Almweg 9                | 51° 46' 49" NB, 4° 59' 49" OL | 39592  | Meer afbeeldingen                                                                                              |
| Altena's hoeve, monumentale boerderij van het dwarsdeeltype | Boerderij                 |                       |           | Altena's Laantje 3      | 51° 46' 29" NB, 4° 58' 9" OL  | 39593  | Meer afbeeldingen                                                                                              |
| Bakstenen boerderij van het langgeveltype | Boerderij                 | 18e-19e eeuw          |           | Kerkstraat 28           | 51° 46' 22" NB, 4° 58' 2" OL  | 39594  | Meer afbeeldingen                                                                                              |
| Voormalig rechthuis, bakstenen huis met verdieping onder met pannen belegd schilddak                                                                                           | Gerechtsgebouw            | eerste helft 19e eeuw |           | Kruisstraat 17          | 51° 46' 16" NB, 4° 57' 46" OL | 39595  | Meer afbeeldingen                                                                                              |
| Boerderij met dwars voor de stal geplaatst woonhuis waarop verdieping en rieten zadeldak                                                                                       | Boerderij                 | eerste helft 19e eeuw |           | Provincialeweg Zuid 65  | 51° 45' 13" NB, 4° 57' 28" OL | 39596  | Boerderij met dwars voor de stal geplaatst woonhuis waarop verdieping en rieten zadeldak                       |
| Boerderij van het dwarsdeeltype, bakstenen gebouw onder afgewolfd rieten zadeldak en een gedeeltelijk in hout opgetrokken bedrijfsgedeelte met stenen bakhuis en houten schuur | Boerderij                 | 18e/19e eeuw          |           | Provincialeweg Noord 18 | 51° 46' 13" NB, 4° 57' 13" OL | 39597  | Meer afbeeldingen                                                                                              |
| Boerderij van het dwarsdeeltype, bakstenen woonhuis en houten bedrijfsgedeelte onder rieten zadeldak                                                                           | Boerderij                 |                       |           | Provincialeweg Noord 19 | 51° 46' 9" NB, 4° 57' 12" OL  | 39598  | Boerderij van het dwarsdeeltype, bakstenen woonhuis en houten bedrijfsgedeelte onder rieten zadeldak           |
| Boerderij van het dwarsdeeltype met houten achterwand onder afgewolfd rieten zadeldak                                                                                          | Boerderij                 | 1869                  |           | Provincialeweg Noord 22 | 51° 46' 16" NB, 4° 57' 10" OL | 39599  | Meer afbeeldingen                                                                                              |
| Bakstenen boerderij van het dwarsdeeltype, overmase vorm | Boerderij                 | 1787 (jaartalankers)  |           | Provincialeweg Zuid 15  | 51° 45' 59" NB, 4° 57' 19" OL | 39600  | Meer afbeeldingen                                                                                              |
| Hoeve Ganswijk | Boerderij                 |                       |           | Provincialeweg Zuid 51  | 51° 45' 26" NB, 4° 57' 26" OL | 39601  | Hoeve Ganswijk                                                                                                 |
| Dijk en Wielzicht | Boerderij                 | 18e-19e eeuw          |           | Provincialeweg Zuid 60  | 51° 45' 11" NB, 4° 57' 26" OL | 39602  | Meer afbeeldingen                                                                                              |
| Boerderij bestaande uit groots aangelegd woongedeelte met volledige verdieping en vier- en zesruits vensters gedekt door een schilddak                                         | Boerderij                 | 18e-19e eeuw          |           | Uppelse Hoek 15         | 51° 47' 21" NB, 4° 56' 50" OL | 39603  | Meer afbeeldingen                                                                                              |
| Boerderij van het dwarsdeeltype, overmase vorm | Boerderij                 | 19e eeuw              |           | Voorstraat 24           | 51° 46' 10" NB, 4° 57' 17" OL | 39604  | Boerderij van het dwarsdeeltype, overmase vorm                                                                 |
| 'Klootwijkhoeve', boerderij van het dwarsdeeltype onder afgewolfd rieten zadeldak                                                                                              | Boerderij                 | 18e-19e eeuw          |           | Woudrichemseweg 38      | 51° 46' 56" NB, 4° 57' 52" OL | 39605  | Meer afbeeldingen                                                                                              |
| Boerderij, bakstenen gebouw met T-vormig woongedeelte en bedrijfsgedeelte met dwarsdeel en deeldeuren in kapel                                                                 | Boerderij                 |                       |           | Zandwijk 6              | 51° 46' 40" NB, 4° 58' 31" OL | 39606  | Boerderij, bakstenen gebouw met T-vormig woongedeelte en bedrijfsgedeelte met dwarsdeel en deeldeuren in kapel |
| Zandwijkse Molen | Industrie- en poldermolen | 1699                  |           | Provincialeweg-Noord    | 51° 47' 57" NB, 4° 56' 33" OL | 39607  | Meer afbeeldingen                                                                                              |
| Oude Doornse molen | Industrie- en poldermolen | ca. 1700              |           | Oude Doorn              | 51° 46' 44" NB, 4° 56' 58" OL | 39608  | Meer afbeeldingen                                                                                              |
| Schoolcomplex: school | Onderwijs en wetenschap   | 1883                  |           | De Oude School 1        | 51° 46' 11" NB, 4° 57' 17" OL | 521371 | Schoolcomplex: school                                                                                          |
| Schoolcomplex: woonhuis | Dienstwoning              | 1883                  |           | Voorstraat 20           | 51° 46' 11" NB, 4° 57' 17" OL | 521372 | Schoolcomplex: woonhuis                                                                                        |
| Villa in chaletstijl | Woonhuis                  | 1905                  |           | Provincialeweg Noord 1  | 51° 46' 5" NB, 4° 57' 13" OL  | 521376 | Villa in chaletstijl                                                                                           |
| Langgevelboerderij in Ambachtelijk-traditionele bouwtrant. | Boerderij                 |                       |           | Provincialeweg Zuid 36  | 51° 45' 44" NB, 4° 57' 23" OL | 521377 | Meer afbeeldingen                                                                                              |
| Twee waardevolle bebouwingsgroepen | Boerderij                 |                       |           | Uppelse Hoek 26         | 51° 47' 3" NB, 4° 57' 30" OL  | 521379 | Meer afbeeldingen                                                                                              |
| Binnen het gehucht uppel ligt een waardevolle groep van boerderijen | Boerderij                 | 1880                  |           | Uppelse Hoek 17         | 51° 47' 21" NB, 4° 56' 58" OL | 521380 | Upload foto |
| Villa "QUA TER NES" | Woonhuis                  | 1850-1863             |           | Voorstraat 4            | 51° 46' 15" NB, 4° 57' 36" OL | 521381 | Villa "QUA TER NES"                                                                                            |
| Terrein met daarin een motte met omgrachting en restanten van de gesloopte gebouwen                                                                                            | Archeologisch monument    |                       |           |                         | 51° 46' 29" NB, 4° 58' 8" OL  | 529171 | Upload foto |